# Alexei Silytsch Nowikow-Priboi

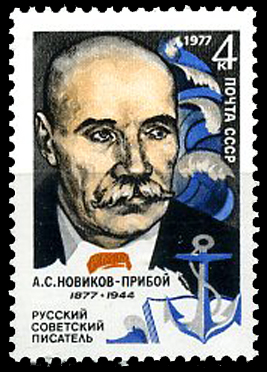
Darstellung Nowikow-Pribois auf einer sowjetischen Briefmarke aus dem Jahr 1977.

Alexei Silytsch Nowikow-Priboi (russisch Алексей Силыч Новиков-Прибой, wiss. Transliteration Alexej Silyč Novikov-Priboj; * 12.jul. / 24. März 1877greg. in Matwejewskoje; † 29. April 1944 in Moskau) war ein russischer Schriftsteller.

## Leben und Werk
Alexei Silytsch Nowikow wurde 1877 als zweiter Sohn einer einfachen Bauernfamilie im Dorf Matwejewskoje (im Ujesd Spassk des Gouvernements Tambow, heute Oblast Rjasan) geboren. Er besuchte zunächst eine kirchliche Schule. Auf Wunsch seiner aus Polen stammenden, tief-religiösen Mutter sollte er ein Mönch werden. Da er sich jedoch mehr für die Erzählungen durchreisender Matrosen begeisterte, wollte er nach Abschluss der Schule zur See fahren.
Mit 22 Jahren wurde er 1899 zur Armee eingezogen und auf seinen eigenen Wunsch nach Kronstadt an die Ostsee versetzt. Dort besuchte er so oft es ging die Sonntagsschule und beschäftigte sich verstärkt mit Literatur. In Kronstadt veröffentlichte er seinen ersten Artikel in einer Zeitung. Im Jahr 1903 wurde er jedoch unter dem Verdacht, revolutionäre Propaganda verbreitet zu haben, verhaftet. In der Sonntagsschule hatte er auf Anraten seiner Lehrer verbotene Literatur gelesen. Es konnte ihm jedoch keine Schuld nachgewiesen werden, und so wurde er nach einem Monat wieder aus dem Gefängnis entlassen. Da sich seine Dienstzeit mittlerweile dem Ende näherte, dachte er bereits über ein Studium nach und wollte sich verstärkt seiner Karriere als Schriftsteller widmen.
Nach Ausbruch des Russisch-Japanischen Krieges wurde jedoch eine Flotte zusammengestellt, die in den fernen Osten entsandt werden sollte. Da die Armee bevorzugt so genannte „Politische Subjekte“ aus Russland entfernen wollte, wurde Nowikow zwangsweise auf das Schlachtschiff Orjol versetzt. Das Schiff war Teil der russischen Ostsee-Flotte und wurde zu Beginn des Russisch-Japanischen Krieges in den fernen Osten verlegt. Die Reise von Russland um das Kap der Guten Hoffnung über Madagaskar bis in die Koreastraße dauerte über 8 Monate.
An der anschließenden Seeschlacht von Tsushima nahm Nowikow als Matrose teil. Die Russische Flotte wurde nahezu komplett zerstört und fast 5.000 russische Seeleute fielen während der Schlacht. Nowikow jedoch überlebte und geriet in japanische Gefangenschaft. Noch im Gefangenenlager in Japan begann er mit der Abfassung eines Buches über die Erfahrungen während der 18.000 Seemeilen langen Reise und die anschließende Schlacht. Dazu interviewte er viele Überlebende und erhielt so ein nahezu komplettes Bild aller an der Schlacht beteiligten russischen Schiffe. Im Januar 1906 durfte er nach Russland zurückkehren. Dort veröffentlichte er unter dem Pseudonym A. Saterty seine ersten Essays über die Schlacht. Da er jedoch die Missstände in der russischen Marine schonungslos offenbarte, geriet er in einen Konflikt mit der zaristischen Obrigkeit. Daraufhin musste er 1907 über Finnland nach London fliehen, wo er unter anderem als Schmied und Buchhalter arbeitete. Später heuerte er als Matrose auf verschiedenen Handelsschiffen an und lebte zwischenzeitlich in Frankreich, Italien, Spanien und Nordafrika.
Auf Empfehlung von Maxim Gorki, dem er sein Dasein als Emigrant in einem Brief geschildert hatte, wurde die Geschichte seiner Flucht in einer Zeitung veröffentlicht. In der Folge besuchte Nowikow dann Gorki, der zu jener Zeit auf Capri lebte. Auf der Insel schrieb er zwischen 1912 und 1913 verschiedene realistische Erzählungen über das Meer, die schließlich zu einem ersten Erzählband zusammengefasst wurden. Mit falscher Identität konnte er 1913 nach Russland zurückkehren. Seine Erzählungen wurden jedoch zensiert und konnten erstmals 1917 erscheinen. Während des Ersten Weltkrieges arbeitete er zusammen mit seiner Frau in einem Hospital der Semstwo (Landstände). Ab 1914 konnte er kleinere Zeitschriftenartikel veröffentlichen und benutzte dabei erstmals den Künstlernamen Nowikow-Priboi (Прибой = Brandung).
Um 1920 begann er mit der endgültigen Fassung seines Hauptwerkes Tsushima (russisch Цусима). Der erste Band – Die Reise – wurde 1932 und der zweite Band – Die Schlacht – im Jahre 1935 veröffentlicht. Obwohl es erstmals einen vollständigen Überblick über die Schlacht von Tsushima lieferte, wurde es in der Folgezeit auch mehrfach kritisiert. Nowikow-Priboi stellte unter anderem den einfachen Matrosen als Helden dar, während die „zaristischen“ Admiräle und Offiziere den für die Russen negativen Ausgang der Schlacht zu verantworten hätten. Besonders umstritten ist seine Darstellung des Admirals Sinowi Petrowitsch Roschestwenski, der von Nowikow-Priboi als einer der Hauptverantwortlichen der Niederlage dargestellt wird. Tatsächlich spielte die schlechte Ausrüstung und die Kombination moderner und veralteter Kriegsschiffe eine entscheidende Rolle, an der auch die Admiräle und die Offiziere auf den Schiffen nichts mehr ändern konnten. Das Buch stellt aus heutiger Sicht ein typisches Werk aus der Phase des sozialistischen Realismus dar.
Während seiner letzten Lebensjahre veröffentlichte Nowikow-Priboi zahlreiche Artikel über die Entwicklung der sowjetischen Flotte. Keine andere Veröffentlichung erreichte jedoch die Dramatik seines Hauptwerkes Tsushima. Für sein Werk Tsushima wurde er im Jahre 1941 mit dem Stalinpreis ausgezeichnet. Sein letztes Werk „Der Kapitän“ blieb unvollendet. Nowikow-Priboi starb am 29. April 1944 in seiner Moskauer Wohnung und wurde auf dem örtlichen Nowodewitschi-Friedhof beerdigt.
Aus der Ehe mit Marija Ljudwigowna (1890–1979) gingen drei Kinder hervor: Igor Alexejewitsch Nowikow (1923–1996), Irina Alexejewna Nowikowa (* 1934) und Wladimir Alexejewitsch Nowikow.

## Andenken

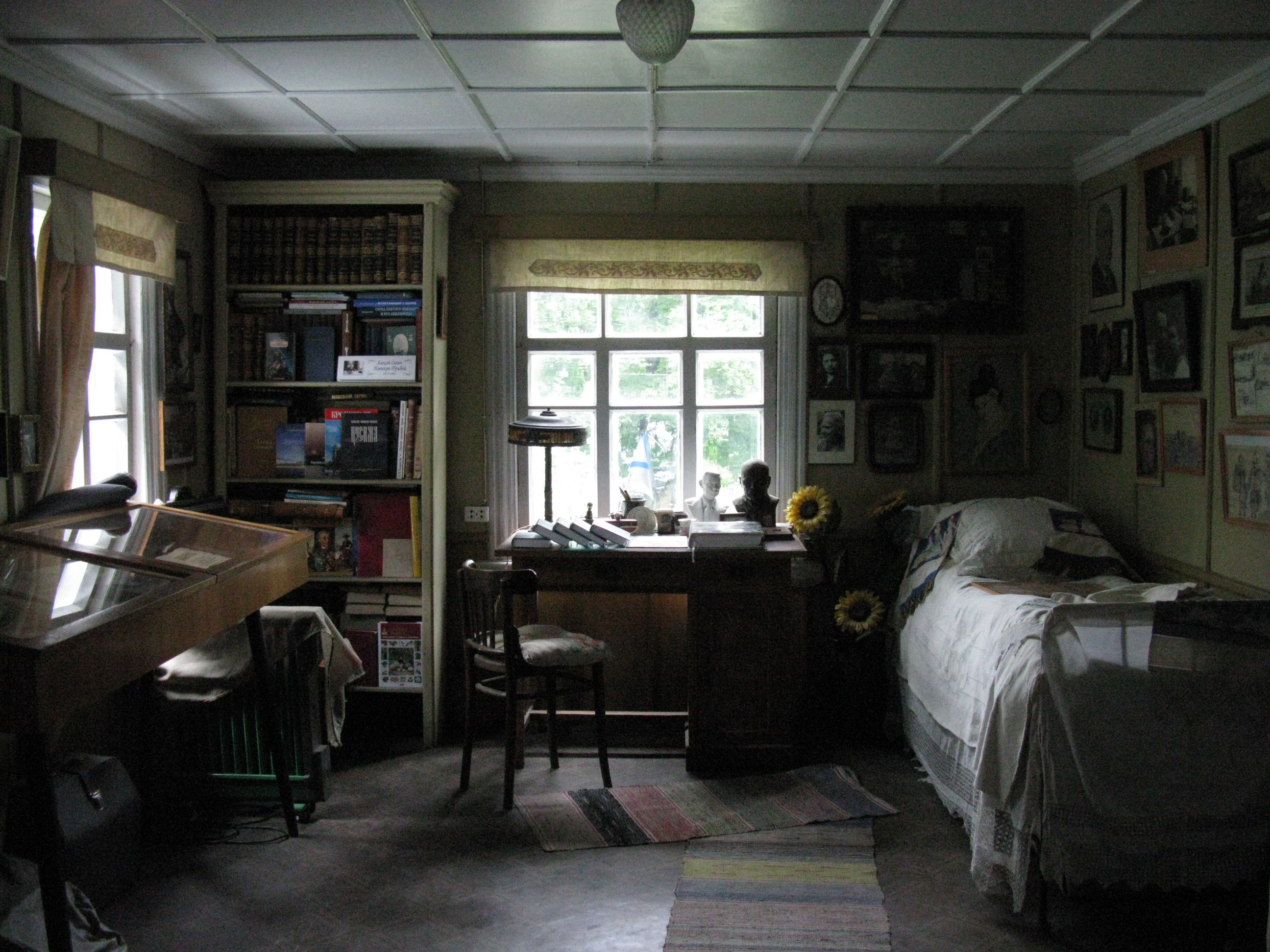
Museumsdatsche A. S. Nowikow-Priboi

1969 errichtete seine Tochter Irina Alexejewna Nowikowa in Nowikow-Pribois Datsche in Tscherkisowo, im Rajon Puschkino die Museumsdatsche A. S. Nowikow-Priboi.
In Nowikow-Pribois Heimatort Matwejewskoje wurde im März 1997 das Nowikow-Priboi Haus-Museum eröffnet.
Ein Flusskreuzfahrtschiff der Dmitriy-Furmanov-Klasse trug von 1983 bis 2011 seinen Namen.

## Werke
- Der Untergang des Panzerkreuzers »Borodino« (1906)
- Tsushima (1932–1935)
- Die salzige Taufe (1933)
- Bei der roten Flotte (1933)
- Aufopferung (1951)
- In der Otrada-Bucht (1953)